# Predictive Policing
Predictive Policing [prɪˈdɪktɪv pəˈliːsɪŋ] oder deutsch Vorhersagende Polizeiarbeit bezeichnet die Analyse von Falldaten zur Berechnung der Wahrscheinlichkeit zukünftiger Straftaten zur Steuerung des Einsatzes von Polizeikräften. Es kommen weltweit sowohl orts- als auch personenbezogene Systeme zum Einsatz, bisweilen auch in Mischformen, in Deutschland jedoch nur ortsbezogene.
Predictive Policing basiert auf verschiedenen Aspekten der Statistik und/oder der Sozialforschung und gilt als bekanntes Beispiel für die Anwendung von Algorithmen im Alltag.

## Theoretische Grundlagen

### Repeat-Victimisation
Grundlage der Theorie sind statistische Erhebungen, z. B. 4 % (2 %) der Bürger erleiden 44 % (41 %) der Straftaten, und Befragungen von Straftätern (z. B. zwei Drittel der Einbrecher dringen erneut in ein bereits angegangenes Gebäude ein).
Daraus folgt, dass eine vorherige Viktimisierung ein guter Prädiktor für weitere Opferwerdungen ist:
- Je häufiger eine Viktimisierung in der Vergangenheit festgestellt wurde, desto höher ist die Chance auf eine weitere zukünftige Viktimisierung.
- Re-Viktimisierungen finden in der Regel sehr bald nach den vorherigen Ereignissen statt.

### Routine-Activity-Ansatz
Nach dieser Theorie bedarf es
- eines motivierten Täters
- eines tauglichen Tatobjekts und
- fehlender Schutzmechanismen,

damit eine Straftat geschehen kann. Wenn man einen dieser Faktoren eliminiert, werden Straftaten verhindert.

### Rational-Choice-Theorie (Theorie der rationalen Entscheidung)
Bei der Rational-Choice-Theorie wird von rational denkenden und handelnden Tätern ausgegangen, die Vorteile und Nachteile abwägen.

### Boost-Hypothese
Die Boost-Hypothese ist täterorientiert. Sie geht davon aus, dass ein Täter den Aufwand bei der Suche nach dem nächsten Tatobjekt möglichst gering halten will und somit bekannte Gegenden bevorzugt werden.

### Flag-Hypothese
Die Flag-Hypothese ist objektorientiert. Der Grund für Reviktimisierung liegt demnach in dem Objekt selbst und seinen Eigenschaften, z. B. die Einsehbarkeit eines Hauses, die Abwesenheitszeiten der Bewohner, eine nicht vorhandene Alarmanlage oder auch Einstiegs- und Fluchtmöglichkeiten.

### Near-Repeat-Victimisation
- Bei einer Deliktsart in einem Gebiet steigt die Wahrscheinlichkeit in diesem Gebiet für Folgetaten.
- Getestet wurde die Hypothese hauptsächlich am Delikt des Wohnungseinbruchs.
- Gebäude, die auf derselben Straßenseite liegen wie das zunächst angegangene, sind gefährdeter als diejenigen auf der anderen Seite.
- Das Risiko einer Viktimisierung ist nicht dauerhaft, sondern nur für ca. einen Monat erhöht.
- Sie ist 48 Stunden nach der ersten Tat am höchsten.

## Funktionsweise
Pro Deliktsgruppe, z. B. Einbruchsdiebstahl, wiederholen sich Muster in der ihrer zeitlichen Wiederkehr und in der Art der angegriffenen Objekte (z. B. Villenviertel). Diese Daten werden in eine Formel als Parameter für einen geographisch bestimmten Bereich automatisiert eingespeist. Hierdurch entstehen Algorithmen und so wird durch Wahrscheinlichkeitsrechnung eine Prognose getroffen, ob ein Bezirk wieder von dem Deliktsbereich betroffen sein wird und wann: In seiner Gesamtheit entsteht eine Operatorprognose. Ab einer vordefinierten Wahrscheinlichkeit innerhalb eines Bezirks für das Eintreten eines sogenannten Triggerdelikts (z. B. Einbruchsdiebstahl) wird ein Alarm bei der Leitstelle ausgelöst. Sodann werden polizeiliche Maßnahmen getroffen, wie zum Beispiel uniformierte Streifen, Präventionsbeamte oder Zivilstreifen in die Gebiete beordert, um die Taten aufzudecken. Kommerzielle Anbieter von Prognosesoftware sprechen häufig von Erfolgsquoten von 85 %, wobei diese Aussagen wissenschaftlich nicht haltbar sind und auch keinen Vergleich unterschiedlicher Prognoselösungen ermöglichen.

## Echtbetrieb
Predictive Policing wird in einigen deutschen Bundesländern bereits von den Polizeibehörden eingesetzt. Teilweise handelt es sich um zeitlich befristete Pilotprojekte bzw. Testbetriebe.
| Ort                          | Stand  | Software                       | Status |
| ---------------------------- | ------ | ------------------------------ | --- |
| Berlin                       | Jan 19 | KrimPro                        | Das Im Januar 2016 in zwei Polizeibezirken gestartete Projekt wurde bereits im Oktober 2016 auf ganz Berlin ausgeweitet. Das Projekt endete im Juni 2017 mit der Überführung in die Alltagsorganisation.                                                                   |
| Stuttgart/Karlsruhe          | Sep 15 | PRECOBS                        | 6-monatiger Testbetrieb ab Oktober 2015 (Kosten 220.000 €) |
| Hamburg                      | Mai 16 | Sachstandsbewertung            | Aktuell Forschungsprojekt |
| Niedersachsen                | Jan 19 | PreMAP                         | Nach dem Ende des ersten Projektes im Jahr 2014 (in Kooperation mit IBM) wurde im November 2016 ein neues Projekt gestartet. Testbezirke waren Salzgitter, Peine, Wolfenbüttel, Wolfsburg, Hannover und Osnabrück. PreMAP wird auch weiterhin in Niedersachsen angewendet. |
| Hessen                       | Okt 17 | KLB-operativ                   | Nach erfolgreichem Test in 5 ausgewählten Polizeidirektionen, wird KLB-operativ seit Oktober 2017 flächendeckend in ganz Hessen eingesetzt. |
| Nordrhein-Westfalen          | Jan 18 | IBM SPSS Modeler; SKALA \| MAP | nach erfolgreichem 2-jährigem Test in Duisburg, Köln, Essen, Gelsenkirchen, Düsseldorf und Bonn, wird SKALA flächendeckend in NRW eingesetzt. |
| Nürnberg                     | Apr 17 | PRECOBS                        | operativ im Einsatz von 2016 bis Oktober 2021 gewesen |
| München                      | Apr 17 | Precobs                        | operativ im Einsatz von 2016 bis Oktober 2021 gewesen |
| Zürich, Baselland und Aargau | Jan 16 | Precobs                        | 80 % richtige Vorhersagen, Senkung der Quote im Test um 15 % (8,7 % Stadtdurchschnitt), statistisch nicht aussagekräftig, vorerst keine Ausweitung des Testgebiets. |

Zumeist wird in der polizeilichen Praxis in Deutschland nur das Delikt Wohnungseinbruch für Prognosen herangezogen. Teilweise erfolgen schon Prognosen für andere Delikte, wie zum Beispiel Gewerbeeinbrüche oder Kfz-Delikte in NRW, wobei je nach gewähltem Vorgehen unterschiedliche Aspekte bei der Prognoseerstellung beachtet werden müssen (Prognoseraum, Prognosezeit, Art und Auftreten eines Delikts etc.).

## Kritik
Ein Nachweis der Wirksamkeit von Predictive Policing dürfte aufgrund der Komplexität der Einflussfaktoren schwierig sein. Eine materialreiche wissenschaftliche Evaluation des baden-württembergischen Pilotprojektes zum Wohnungseinbruchsdiebstahl kommt für die Prognosesoftware precobs zum Ergebnis: „Inwieweit Predictive Policing zu einer Verminderung von Wohnungseinbrüchen und zu einer Trendwende in der Fallentwicklung beitragen kann, ist auch nach dem Pilotprojekt trotz einiger positiver Hinweise schwer zu beurteilen.“
Bei einem längerfristigen Einsatz der Technologie kann es zudem zu Problemen mit den zugrunde liegenden Datensätzen kommen. Denn mehr Polizeieinsätze in einer bestimmten Gegend, führen in der Regel dazu, dass dort auch mehr Straftaten dokumentiert werden. Durch den Einsatz der Software verändern sich also die Fallzahlen – was sich dann wiederum auf die zukünftige Prognose auswirkt. Im schlimmsten Fall entstehen so sich selbst erfüllende Prophezeiungen, die keinen Mehrwert für die Verbrechensbekämpfung mit sich bringen. Dieser Aspekt muss bei der Wahl des Prognosedelikts und der entsprechenden Methode bedacht werden. In diesem Zusammenhang ist insbesondere die Prognose von Kontrollkriminalität kritisch zu betrachten, welche durch polizeiliche Kontrollaktivitäten stark beeinflussbar ist. Dieses Phänomen lässt sich beispielsweise beim Wohnungseinbruchdiebstahl nicht zwangsläufig beobachten.
Der internationale Generalsekretär von Amnesty International, Salil Shetty, sieht durch Predictive Policing die Unschuldsvermutung bedroht. Er warnt davor, dass die Diskriminierung ethnischer und religiöser Minderheiten durch Predictive Policing verstärkt werden kann. Die Initiative Nachrichtenaufklärung kritisiert im Jahr 2020 die relativ geringe mediale Erwähnung von Predictive Policing in Deutschland.

## Rezeption
In Philip K. Dicks Kurzgeschichte Der Minderheiten-Bericht von 1956 sowie im auf dieser Geschichte basierenden Spielfilm Minority Report von 2002 wurden Präverbrechen thematisiert.
Im Jahr 2017 erschien Pre-Crime, ein eher kritischer Dokumentarfilm von Monika Hielscher und Matthias Heeder.